# Iro Konstantopoulou
Iro Konstantopoulou, (in greco: Ηρώ Κωνσταντοπούλου [iˈro konstadoˈpulu]) (Atene, 16 luglio 1927 – 5 settembre 1944), è stata una partigiana greca, membro della resistenza greca durante la seconda guerra mondiale. Lavorò con la resistenza in Grecia per opporsi all'occupazione del paese da parte dell'Asse per tre anni prima di essere catturata, torturata e giustiziata nel settembre 1944.

## Biografia
Nacque in una ricca famiglia greca nel 1927. All'età di 13 anni le potenze dell'Asse invasero e occuparono la Grecia durante la seconda guerra mondiale. Iro si unì alla Organizzazione panellenica unita della gioventù (EPON, in greco: Ενιαία Πανελλαδική Οργάνωση Νέων (ΕΠΟΝ)), un movimento di resistenza greco, in cui lavorò per rubare messaggi e monitorare i movimenti delle truppe. Fu sorpresa a svolgere queste attività, riuscì a evitare la punizione perché suo padre corruppe le autorità locali.
All'inizio del 1944 Iro fu coinvolta in un'operazione per sabotare un treno che trasportava munizioni; subito dopo, un doppiogiochista rivelò la sua identità alle forze di occupazione tedesche. Iro fu arrestata mentre tornava a casa dal liceo il 31 luglio 1944; secondo una fonte, quella mattina aveva finito gli esami di maturità. Fu sottoposta a diversi giorni di tortura, ma si rifiutò di divulgare i nomi dei suoi compagni di resistenza. In quanto madrelingua tedesca, Iro fu notata per essere stata in grado di insultare i suoi rapitori nella loro lingua.
Dopo il suo interrogatorio, fu trasportata nel campo di concentramento di Haidari appena fuori Atene, dove fu trattenuta con molti altri membri della resistenza, inclusao la leader Lela Karagianni. Iro e altri 49 membri della resistenza furono giustiziati nel campo da un plotone di esecuzione il 5 settembre 1944, appena 37 giorni prima che le forze di occupazione tedesche lasciassero Atene sotto la pressione della resistenza greca e prima dello sbarco di una forza combinata di inglesi e unità regolari dell'esercito greco.
Si dice che la mattina della sua esecuzione, mentre veniva presa in consegna dalle guardie del campo, Lela Karagianni (che sarebbe stata giustiziata 3 giorni dopo) le disse con orgoglio:«Ben fatto, mia Iro. È così che muoiono le donne greche». (in greco:«Μπράβο, ηρώ μου. Έτσι πεθαίνουν οι Ελληνίδες.» ). Molte fonti riferiscono anche che il corpo di Iro fu colpito da 17 proiettili, uno per ogni anno della sua vita, come monito per gli altri membri della resistenza.

### Eredità
Le azioni di Iro Konstantopoulou durante la guerra furono commemorate da una statua di una giovane ragazza in piazza Terpsithea al Pireo. Nel 1981, la vita di Iro fu rappresentata nel film greco 17 Bullets for an Angel: The True Story of Hero Konstantopoulou.